# Australian Crawl
Australian Crawl var ett australiskt rockband, aktivt 1978-1986. Sångare var James Reyne.

## Diskografi
- 1980 – The Boys Light Up
- 1981 – Sirocco
- 1982 – Sons of Beaches
- 1983 – Semantics
- 1983 – Phalanx (live)
- 1985 – Between a Rock and a Hard Place
- 1986 – The Final Wave (live)